# Partit dels Amants de la Cervesa (Rússia)
El Partit dels Amants de la Cervesa (rus: Партия любителей пива) fou un partit polític fundat a Rússia el 26 de desembre de 1993 i registrat oficialment el 9 d'agost de 1994. En el moment de la inscripció, el partit comptava amb 1.700 membres.

## Història
Inicialment, era una mena de broma pràctica, suposadament creada en analogia amb el partit homònim polonès. Els seus documents es llegien com una paròdia sobre tòpics polítics dels programes del partit. Per exemple, el seu objectiu era "protegir els interessos dels amants de la cervesa independentment de la seva afiliació racial, nacional o religiosa". Entre les demandes hi havia la disminució dels impostos per als fabricants de cervesa. Té fraccions dins del partit amb "amants de la cervesa sense alcohol", "amants de la cervesa fosca", "patriota kvass", etcètera.
Va ser recolzat per diversos empresaris russos en el context de les eleccions legislatives russes de 1995, i els seus documents es van estilitzar amb un estil més seriós. Entre els seus objectius, ara hi ha la "protecció dels interessos dels amants de la cervesa que no contradiguin la llei". I ara el partit defensa "mitjans eficients per a la preservació dels principals recursos naturals, com la terra, l'aire i, especialment, l'aigua, que és la base d'una bona cervesa". Entre els seus eslògans oficials hi havia "Vida plena i segura" ("Сытая и безопасная жизнь") i "Polítics intel·ligents i tranquils que no sols prenen cervesa". La seva plataforma va afirmar que el partit "defensarà els interessos no només dels amants de la cervesa, sinó també dels amants de la llonganissa, la mantega, la carn, el te, el kvass i altres amants, a excepció dels amants del poder". Estava ramificat en unes 60 regions a Rússia, les més grans a Moscou, República de Komi, Xuvaxia, Óblast d'Irkutsk, Óblast de Saratov i Óblast de Moscou. En el moment de les eleccions, tenia més de 50.000 membres. Durant les eleccions a la Duma Estatal (segona convocatòria) va obtenir un 0,62% dels vots, molt per sota del llindar electoral del 5%. Vladimir Pribylovsky era un dels candidats nominats pel partit.
Després del fracàs, els patrocinadors van abandonar el seu suport i el partit va deixar de facto d'existir i no es va tornar a registrar el 1998. Així i tot, moltes branques del partit continuen existint com a associacions formals i informals.

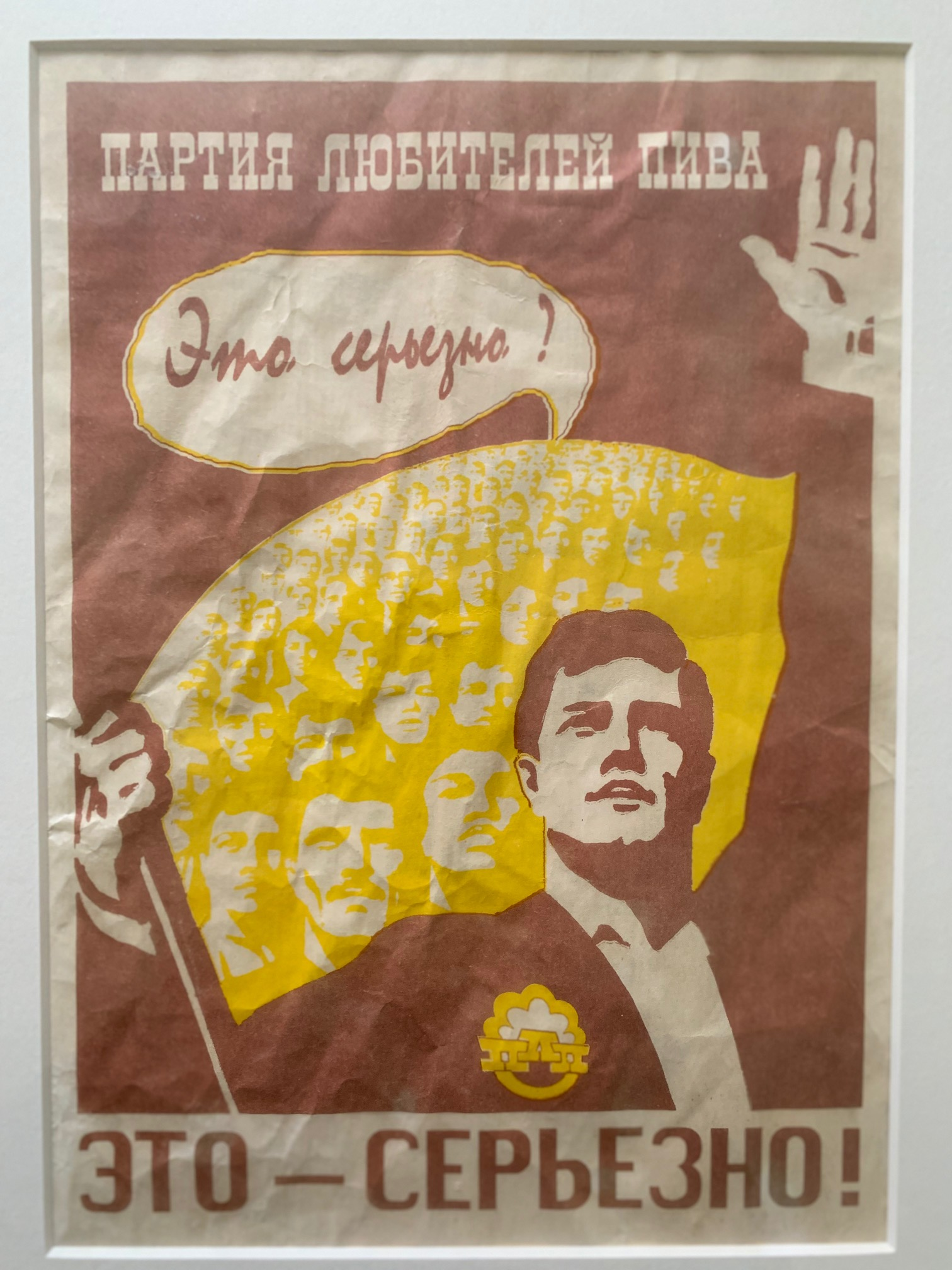
Cartell de la campanya del Partit dels Amants de la Cervesa: "És seriós? És greu!". Publicat al voltant de Moscou, el desembre de 1997.

## Patrocinadors i finançament
- Промрадтехбанк - Promradtechbank;
- АО "Управление перспективных технологий" - Promising Technology Management;
- КБ "Платина" - Platina;
- ТОО Фирма "Русич" - Rusich;
- ТОО "Артиль" - Artil;
- АООТ "Телекомпания ВКТ" - VKT Television;
- МАКБ "Возрождение" - Rebirth Bank;
- ООО "Корпорация НР-Телеком" - NR Telecom Corporation;
- ТОО "Финтраст" - FinTrust;
- АКБ "МБТС-Банк" - MBTS Bank;
- АО "Московская телекоммуникационная корпорация" - Moscow Telecommunications Corporation.

La donació total dels patrocinadors fou de 697.300.000 rubles (1995). 115 milions van ser assignats per la Comissió Electoral Central. Prop de 777 milions van ser subministrats per particulars i empreses. En total, el partit havia gastat uns 1.070 milions de rubles per a la campanya electoral.